# Inicijalni eksploziv
Inicijalni eksplozivi (primarni, potisni, upaljači eksploziva) eksplozivne su tvari koje su osjetljive na: plamen, vatru, udarce, neke čak i na pretresanja i svjetlost, elektricitet i elektro iskrenja, visoke temperature, slučajni dodir s nekim drugim kemikalijama itd.
Spadaju pod najosjetljivije eksplozive, manje rušilačke moći. Koriste se za punjenje detonirajućih inicijalnih kapsula (detonatora), koji služe za aktivaciju brizantnih (sekundarnih) eksploziva. Rade se u malim količinama, a tako se i upotrebljavaju.
U tu svrhu služe u prvom redu živin fulminat i olovni azid, koji su prije bili korišteni dok sada: aceton peroksid, metiletilketon peroksid, trinitroceluloza, heksametiltrinitrat. Najpoznatiji je pentrit.

## Početni impuls
Da bi se izazvalo bilo koje sagorijevanje, eksplozivu se mora u obliku impulsa dati određena količina energije udarom, trenjem, povećanjem temperature ili njihovom kombinacijom. Postoje tri vrste impulsa:
- Toplinski. Otpočinje sagorijevanje eksploziva direktnim plamenom ili zagrijavanjem. Direktnim plamenom inicijalna kapsula pali barutno punjenje, šibica pali sporogoreći štapin i sl. Zagrijavanjem otpočinje sagorijevanje eksploziva kad se municija nađe u požaru.

- Mehanički. Nastaje od udara ili trenja. Energija udara ili trenja u samom eksplozivu pretvara se u toplinu koja izaziva njegovo sagorijevanje. Udarom udarne igle vatrenog oružja pali se inicijalna kapsula metka.

- Eksplozivni. Nastaje pri detonacionom sagorijevanju, a proizvod je udara i topline. Dobiva se od inicijalnih eksploziva, koji detoniraju bez obzira kako se dovedu do sagorijevanja. Koristi se za dovođenje brizantnih ekploziva do detonacije. U praksi eksplozivni impuls se dobiva od detonatorske kapsule.